# イオンモール豊川
イオンモール豊川（イオンモールとよかわ）は、愛知県豊川市白鳥町にあるイオンモールが運営するショッピングセンターである。

## 概要
2018年までスズキの豊川工場があった場所に、2023年（令和5年）4月4日に開業した愛知県東三河地方に初出店となるイオンモールである。愛知県では14店目、東海3県では23店目のイオンモールとなる。総賃貸面積は約63,000m²。
コンセプトは「はじめてを、はじめよう。」。

## 施設・テナント
中核店舗のイオンスタイル豊川、東海3県で初出店となる21店舗、愛知県内で初出店となる8店舗を含む191店舗が入居している。

### 1階
- メガスポーツ+アウトドアステージ[15]
- ユニクロ[3][15]

### 2階
- 炙り百貫：回転寿司店[16]

### 3階
- MIRAINO
  - 愛知県では初出店となるアミューズメント施設[1][2][17]。

## 渋滞対策
2017年（平成29年）8～9月に豊川商工会議所により行われたアンケートでは、アンケートに回答した豊川市内の事業所約600社のうちの36%、豊川市民約970人のうちの63%が渋滞を懸念しており、本イオンモール開業にあたり渋滞対策が課題となっている。そのため、渋滞対策として案内看板が25か所に設置されたり、グランドオープンから当面の間駐車場を無料開放とするほか、下記のように周辺道路や交差点の整備が行われた。

### 周辺道路・交差点の整備

#### 道路

##### 市道蔵子線
市道蔵子線は、本イオンモールの西にある菟足交差点から国道1号の穴田交差点に至る、約550 mの道路。中央には導流帯があり、渋滞時でも救急車などの緊急車両がここを通行できるようになっている。

#### 交差点

##### 穴田交差点
穴田交差点は、豊川市白鳥町にある国道1号と市道蔵子線が接続する交差点である。本イオンモールの開業により交通量増加が見込まれるため、2021年度（令和3年度）、2022年度（令和4年度）に右折車線の延長が行われた。国道1号豊橋方面から市道蔵子線に向かう右折車線は30 mから60 m、市道蔵子線から国道1号名古屋方面に向かう右折車線は30 mから150 mに延長された。

## 歴史

### 年表
- 2021年（令和3年）
  - 8月16日：2023年春開業予定であることが発表された[10][11][28]。
- 2022年（令和4年）
  - 1月31日：イオンモールから愛知県に、本イオンモール新設に関する届出が行われた[29][30][31][32]。
- 2023年（令和5年）
  - 2月06日：同年4月4日に開業することが発表された[1][12][13]。
  - 3月05日：地元住民による植樹が行われた[33]。
  - 3月30日：プレオープン[13]。初日には施設付近で交通渋滞が発生したが、前述のような対策が功を奏して施設付近にある豊川市民病院へ患者を搬送する救急車の通行には支障が出なかった[34]。
  - 4月04日：開業[1][2][12][13]。
- 2024年（令和6年）　
  - 12月:イオンスタイル新豊川から現店名に変更

## ギャラリー

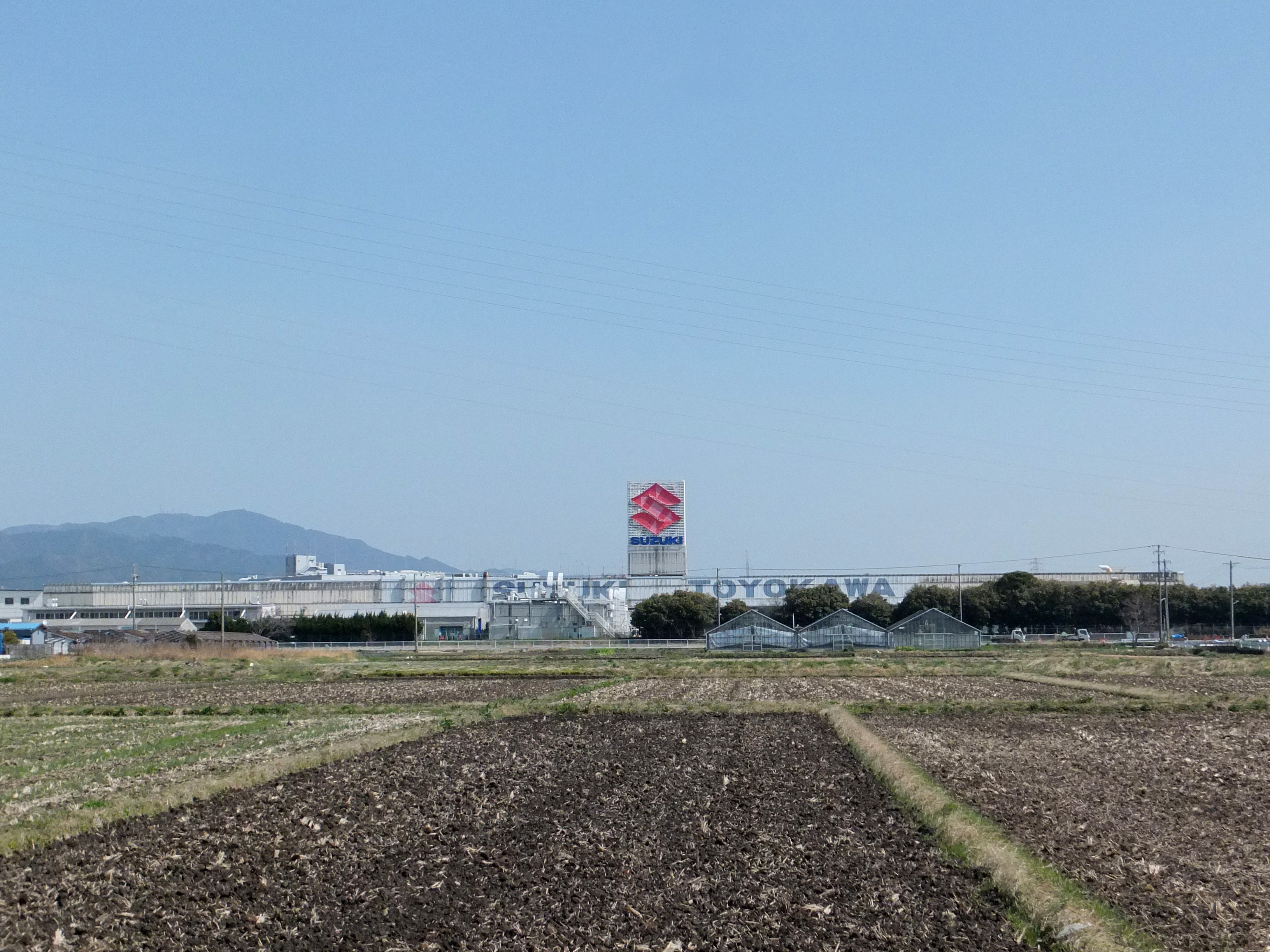
かつて存在した、スズキの豊川工場。本イオンモールは元々この工場があった場所に開業した[2]。
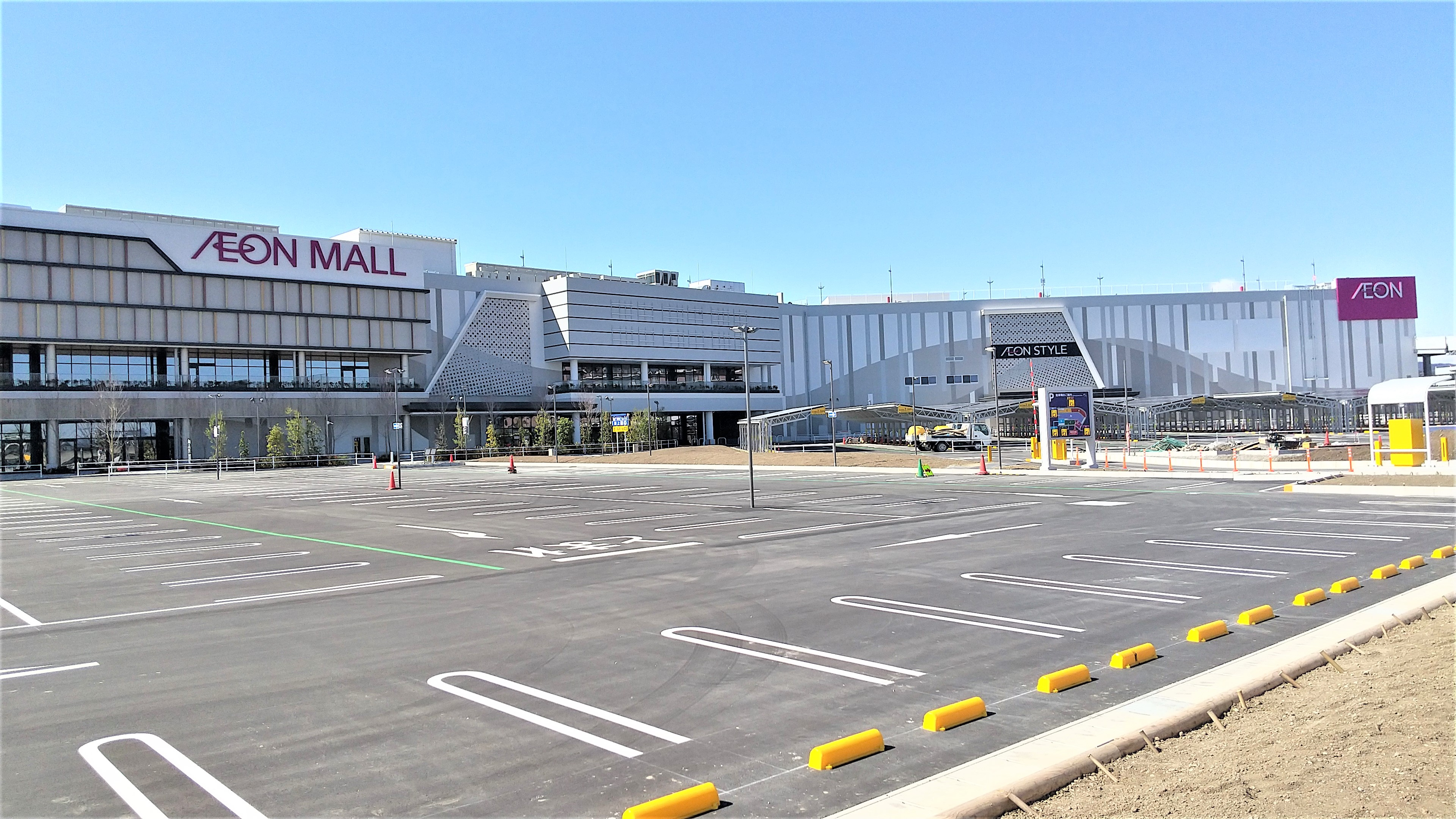
東側（市道篠束野口線側）から撮影

## アクセス

### 自動車
- 東名高速道路 豊川IC・音羽蒲郡IC[1]

### 公共交通機関
- 名鉄豊川線 八幡駅[1][11][12]
  - 名鉄豊川線は2021年（令和3年）にダイヤ改正が行われてから毎時2本の運行となっている[13][35]が、本イオンモール開業による利用客増加に対応するため[35]、2023年（令和5年）3月30日から5月7日まで、日中の10時台から13時台は毎時4本の運行となっている[13][36]。増発された普通電車に乗ると、原則国府駅で名鉄名古屋本線の急行一宮行きに乗り換えることができる[36]。東海日日新聞は、竹本幸夫豊川市長が名古屋鉄道に「増便を要望した」ことで、今回増発が実現したと報じている[35]。同様の増発は5月13日から5月28日の土休日にも実施される[37]。
- イオンモール豊川停留所[38]
  - 豊川市コミュニティバスの小坂井線、音羽線、御津線（以上3路線は最終便のみ）、ゆうあいの里八幡線、豊鉄バスの豊川線、新豊線が、2023年（令和5年）3月30日から乗り入れている[38]。

## 周辺
- 国道1号[1][11]
- 豊川市民病院[28]